# 非洲雞

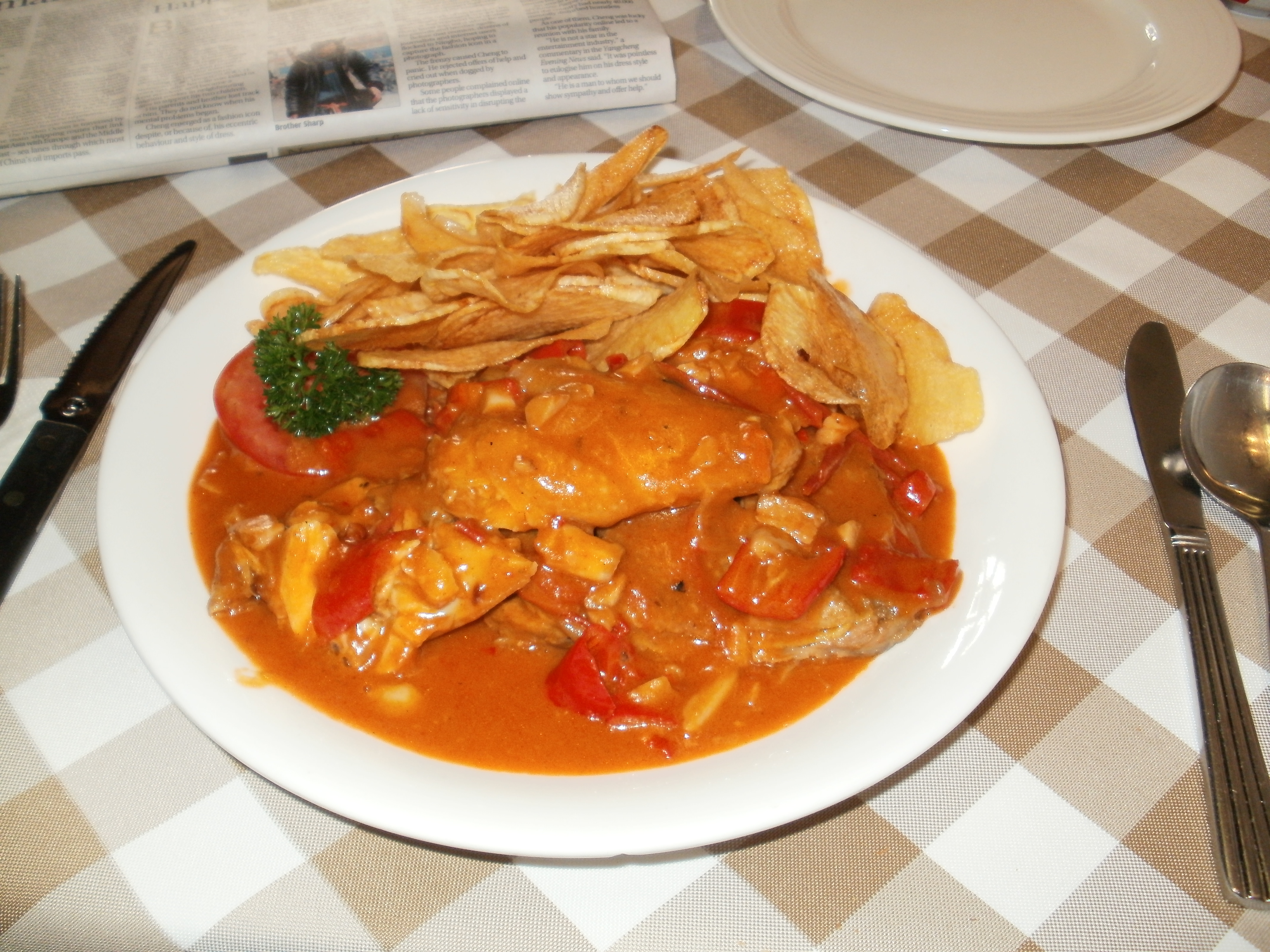
非洲雞

非洲雞（葡萄牙語：Galinha à africana，葡萄牙語發音：[ɡɐˈɫĩɲaː.ɐfɾiˈkɐ̃nɐ]）是澳門的一種地道美食，是由葡萄牙人在非洲的莫桑比克（有人說是安哥拉）傳入澳門，經當地的廚師改良後，成為澳門獨有的非洲雞。
关于非洲鸡的起源有很多说法，但都无一例外地将这道菜归于澳门的葡萄牙殖民历史。一种说法是，这道菜是当地厨师Américo Ângelo的创意，他在20世纪40年代尝试了从葡萄牙的非洲殖民地旅行中获得的香料。 另一种说法是，这道菜的配方已经在澳门的葡萄牙家庭中流传了几个世纪。还有一种说法是，这道菜是由曾在非洲殖民地服役的葡萄牙军官带到澳门，他们在康乃馨革命后退役并留在澳门。这些军官开设了咖啡馆，提供他们在非洲服务期间喜欢的食物。其中被評定為「澳門特色老店」於1961年開業的沙利文餐廳，這間推崇「土生葡菜」餐廳將非洲辣雞從葡萄牙殖民澳門時代期間多次不斷進行改良，來自非洲的葡國駐兵烤雞的方法，結合在地烹調方式，率先研發出帶有十餘種香料醬汁的非洲辣雞。

## 用料
- 雞肉
- 蒜頭
- 辣椒
- 生油
- 薯仔
- 鹽
- 胡椒粉
- 紅辣椒
- 椰絲
- 番茄醬
- 花生醬

## 製法
以焗爐焗熟，加辣椒、椰絲伴碟，配沙律和麵包食用。